# Брак је увијек рискантна ствар
„Брак је увијек рискантна ствар“ је југословенски филм из 1970. године. Режирала га је Љиљана Билуш, а сценарио је писао Соул О’Хара.

## Улоге
| Глумац         | Улога |
| -------------- | ----- |
| Ета Бортолаци  |       |
| Борис Бузанчић |       |
| Ђурђа Ивезић   |       |
| Иво Кадић      |       |
| Вера Мисита    |       |
| Антун Налис    |       |
| Вера Мишита    |       |